# Mutsuko Miki
Mutsuko Miki (31 de julio de 1917-31 de julio de 2012) fue una activista japonesa que defendió en favor de pacifismo, compensación oficial de mujeres de confort, y mejorada relaciones Japón-Corea del Norte. 
Era la viuda del ex primer ministro japonés Takeo Miki. Miki como la esposa del primer ministro de Japón, se desempeñó como primera dama, durante el mandato de dos años de su marido desde 1974 hasta 1976.